# شهرستان دالام (تگزاس)

موقعیت شهرستان در ایالت تگزاس

دالام یکی از شهرستان‌های ایالت تگزاس می‌باشد.
این شهرستان در شمال‌غربی این ایالت است.
جمعیت این شهرستان در سال ۲۰۱۰ میلادی معادل ۶۷۰۳ نفر بود.